# Peist
Peist (Italiaans (verouderd): Peste) is een plaats en voormalige gemeente in het Zwitserse kanton Graubünden en maakt deel uit van het district Plessur.
Peist telt 215 inwoners.

## Geschiedenis
Op 1 januari 2013 ging de daarvoor zelfstandige gemeente Castiel op in de gemeente Arosa.